# 何澄 (金末元初畫家)
何澄（1217年—1309年），燕（即今河北省）人，金末元初國畫畫家。在金哀宗時官至太中大夫、秘書少監，元代武宗至大初晉陞至中奉大夫，授昭文館大學士，領圖畫總管，年齡至93尚健在。工畫人物、山水。傳世傑作《歸庄圖》卷。何澄畫卷時有名人提字，如姚燧、趙孟頫、鄧文原、虞集、劉必大、揭傒斯、張嗣成、柯九思、危素、吳勉、高琦、張照等。 